# 热那亚塔

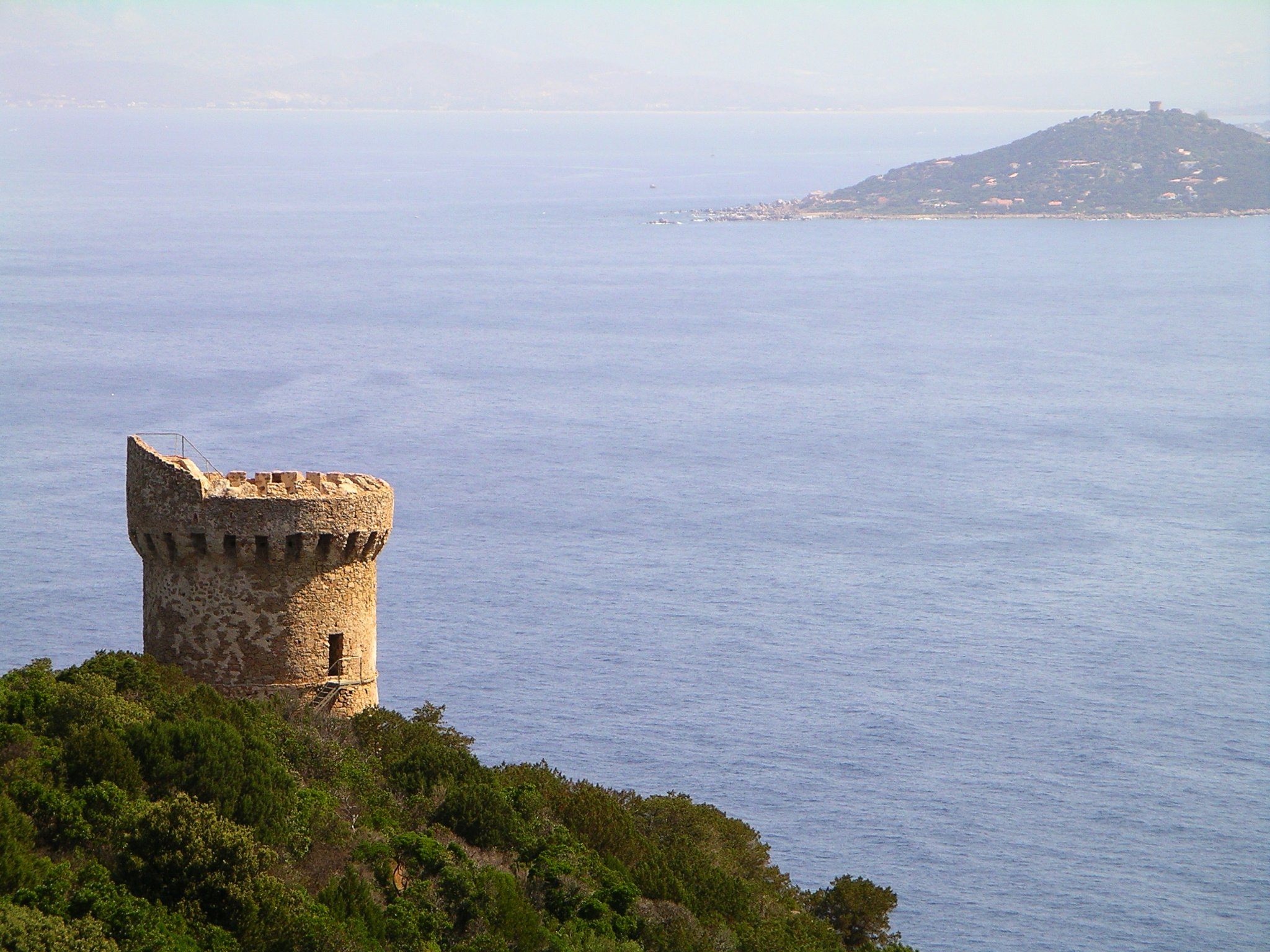
熱那亞塔

热那亚塔是热那亚共和国在16－17世纪在科西嘉岛为了抵御巴巴里海盗所修建的一系列塔楼。热那亚人后来因无法守卫该岛而撤离，在此之前，他们已经建造了近百座塔。18世纪时仍有85座塔没有遭受毁灭，其中67座一直存在到了今天，其中一些被法国列为歷史古蹟。